# 3026 Sarastro
3026 Sarastro је астероид главног астероидног појаса. Приближан пречник астероида је 17,6 ,
а средња удаљеност астероида од Сунца износи 3,028 астрономских јединица (АЈ).
Инклинација (нагиб) орбите у односу на раван еклиптике је 9,639 степени, а орбитални период износи 1924,948 дана (5,270 година). Ексцентрицитет орбите астероида износи 0,025.
Апсолутна магнитуда астероида износи 11,9 а геометријски албедо 0,098.
Астероид је откривен 12. октобра 1977. године.